# Nils Täpp
Nils Täpp   (Malung, 27 d'octubre de 1917 - Malung, 23 d'octubre de 2000) fou un esquiador de fons suec que va competir durant les dècades de 1940 i 1950.
El 1948 va prendre part en els Jocs Olímpics d'Hivern de Sankt Moritz, on guanyà la medalla d'or en la prova del 4x10 quilòmetres del programa d'esquí de fons. Formà equip amb Nils Östensson, Gunnar Eriksson i Martin Lundström. Quatre anys més tard, als Jocs d'Oslo, va disputar dues proves del programa d'esquí de fons. Guanyà la medalla de bronze en la prova del 4x10 quilòmetres, formant equip amb Sigurd Andersson, Enar Josefsson i Martin Lundström, mentre en la dels 18 quilòmetres fou setè. En el seu palmarès també destaca una medalla d'or al Campionat del Món d'esquí nòrdic i cinc campionats nacionals.